# Dơi nếp mũi lông đen
Dơi nếp mũi lông đen (danh pháp khoa học: Hipposideros cineraceus) là loài động vật có vú trong họ Dơi nếp mũi, bộ Dơi. Loài này được Blyth mô tả năm 1853.